# ناحیه C میلان

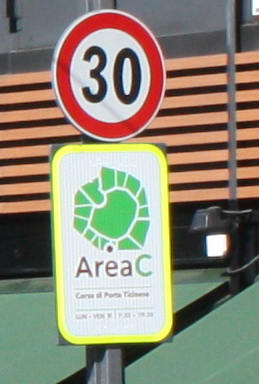
علامت ناحیه C

ناحیه C یک ناحیه است که ورود به آن ملزم به پرداخت هزینه تراکم است که در میلان ایتالیا در ۱۶ ژانویه ۲۰۱۲ و در جایگزینی هزینه آلودگی پیشین -اکوپس - مطرح شد و بر پایه محدوده ترافیکی یا ZTL (به ایتالیایی: Zona a Traffico Limitato)و مطابق با مرکز Cerchia dei Bastioni ناحیه طراحی شده است و می‌توان آن را همانند محدوده طرح ترافیک در تهران نامید.ZTL در حدود ۸٫۲ کیلومترمربع و ۷۷۰۰۰ ساکن را شامل می‌شود (۴٫۵ درصد و ۶ درصد، به ترتیب). این ناحیه از طریق ۴۳ ورودی قابل دسترسی است، و توسط دوربین‌های ترافیکی کنترل می‌شود. ناحیه C یک برنامه آزمایشی ۱۸ ماهه بر پایه یک پیاده‌سازی جزئی نتیجهٔ یک همه پرسی است که در ژوئن ۲۰۱۱ اتفاق افتاد. هدف برنامه کاهش فشردگی ترافیک شدیدی است که در شهر میلان اتفاق می‌افتد. و ترویج حمل و نقل عمومی و کاهش سطح موجود مه دود که از دیدگاه سلامت عمومی ناپایدار است می‌باشد. ناحیه C در۱۷سپتامبر دوباره مطرح شد.